# SU Aurigae

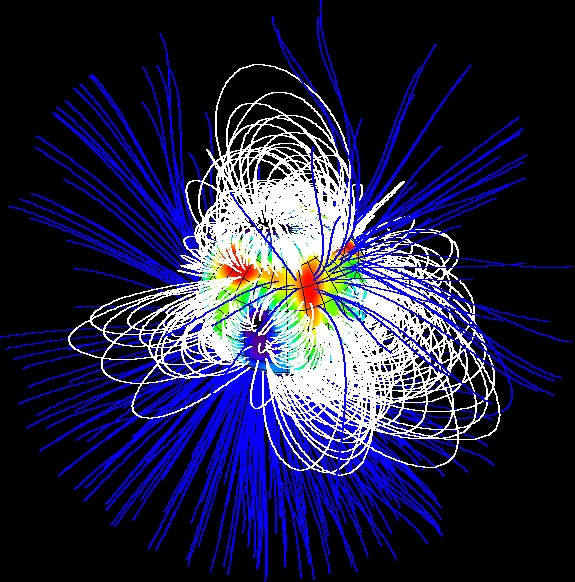
Sơ đồ từ tính của SU Aurigae

SU Aurigae là một ngôi sao biến quang loại T Tauri nằm trong chòm sao Ngự Phu. Vị trí của nó là cách chúng ta 500 năm ánh sáng và nằm trong khu vực hình thành sao nằm giữa chòm sao Kim Ngưu và Ngự Phu. Cấp sao biểu kiến của nó là 9,3, do đó, nó quá mờ để có thể nhìn thấy bằng mắt thường.
Quang phổ của ngôi sao này thuộc loại G2IIIne, điều này có nghĩa là nhiệt độ hiệu dụng của nó tương tự như mặt trời. Số III trong tên của loại quang phổ là chỉ độ sáng, điều này mang ý nghĩa rằng độ sáng của nó cao hơn những ngôi sao loại G bình thường khác trong dãy chính và nó có thể được xếp vào loại sao khổng lồ. Tuy nhiên, nó chỉ mới 4 triệu năm tuổi, điều này khá đặc biệt cho một ngôi sao. Bên cạnh đó, những tiền sao giống như SU Aurigae thì rất sáng chói bởi vì chúng to hơn, không có tụ lại thành kích thước bình thường cho đến khi nó già hơn.
SU Aurigae được biết là có một đĩa vũ trụ tròn tiền hành tinh bao quanh nó giống như là những ngôi ssao cùng loại T Tauri khác. Cái đĩa của ngôi sao đó một góc nghiêng khá cao là 62° và gần như là vuông góc với mặt phẳng của bầu trời. Vì vậy các protoplanet hoặc sao chổi quay quanh có thể là nguyên nhân tại sao có sự sụt giảm lượng ánh sáng được phát hiện. Chuyển động riêng của ngôi sao này cũng như khoảng cách của nó cũng giống như sao AB Aurigae, một ngôi sao tiền dãy chính. Điều này có nghĩa là cả hai sẽ tạo thành một hệ sao đôi rất lớn. Nếu không thì giữa chúng vẫn có cùng một mối liên kết.

## Dữ liệu hiện tại
Theo như quan sát, ngôi sao này nằm trong chòm sao Ngự Phu và dưới đây là một số dữ liệu khác:
Xích kinh 04h 55m 59.38527s
Độ nghiêng +30° 34′ 01.5190″
Cấp sao biểu kiến 9.30
Vận tốc xuyên tâm 23.20 km/s
Thị sai 6.85 ± 2.23 mili giây cung
Cấp sao tuyệt đối +2.83
Khối lượng 2.0 ± 0.1 lần khối lượng mặt trời
Độ sáng 6.3 ± 1.6 lần độ sáng của Mặt Trời
Trọng lực 391+007
−010 CGS
Nhiệt độ 5550 ± 100 Kelvin
Tốc độ tự quay quanh trục 66,2 km/s